# Dagami
Dagami ist eine philippinische Stadtgemeinde in der Provinz Leyte auf der Insel Leyte. Sie hat 35.147 Einwohner (Zensus 1. August 2015), die in 65 Barangays leben. Die Gemeinde wird als teilweise urban beschrieben und gehört zur dritten Einkommensklasse der Gemeinden auf den Philippinen. Ihre Nachbargemeinden sind Ormoc City im Westen, Pastrana im Norden, Tanauan im Osten, Tabontabon im Südosten und Burauen im Süden.

## Baranggays
| - Abaca - Abre - Balilit - Banayon - Bayabas - Bolirao - Buenavista - Buntay - Caanislagan - Cabariwan - Cabuloran - Cabunga-an - Calipayan - Calsadahay | - Caluctogan - Calutan - Camono-an - Candagara - Canlingga - Cansamada East - Digahongan - Guinarona - Hiabangan - Hilabago - Hinabuyan - Hinologan - Hitumnog - Katipunan - Los Martires | - Lobe-lobe - Macaalang - Maliwaliw - Maragondong - Ormocay - Palacio - Panda - Patoc - Plaridel - Sampao West Pob. (Dist. 8) - Lapu-lapu Pob. (Dist. 2) - Lusad Pob. (Dist. 6) - Sampao East Pob. (Dist. 9) - San Antonio Pob. (Dist. 5) - San Jose Pob. (Dist. 1) | - Sta. Mesa Pob. (Dist. 7) - Tunga Pob. (Dist. 4) - San Roque Pob. (Dist. 3) - Poponton - Rizal - Salvacion - San Benito - Santo Domingo - Sirab - Tagkip - Tin-ao - Victoria - Balugo - Cansamada West - Capulhan - Lobe-lobe East - Paraiso - Sampaguita - Sawahon - Talinhugon - Tuya |  |  |